# Friars Point
Friars Point es un pueblo del Condado de Coahoma, Misisipi, Estados Unidos. Según el censo de 2000 tenía una población de 1.480 habitantes.

## Demografía
Según el censo de 2000, había 1.480 personas, 476 hogares y 348 familias residiendo en la localidad. La densidad de población era de 510,2 hab./km². Había 508 viviendas con una densidad media de 175,1 viviendas/km². El 5,95% de los habitantes eran blancos, el 93,85% afroamericanos, el 0,07% isleños del Pacífico y el 0,14% pertenecía a dos o más razas. El 1,28% de la población eran hispanos o latinos de cualquier raza.
Según el censo, de los 476 hogares en el 42,0% había menores de 18 años, el 27,3% pertenecía a parejas casadas, el 39,9% tenía a una mujer como cabeza de familia, y el 26,7% no eran familias. El 24,6% de los hogares estaba compuesto por un único individuo, y el 12,0% pertenecía a alguien mayor de 65 años viviendo solo. El tamaño promedio de los hogares era de 3,11 personas y el de las familias de 3,68.
La población estaba distribuida en un 38,7% de habitantes menores de 18 años, un 11,9% entre 18 y 24 años, un 24,9% de 25 a 44, un 15,3% de 45 a 64, y un 9,1% de 65 años o mayores. La media de edad era 25 años. Por cada 100 mujeres había 79,6 hombres. Por cada 100 mujeres de 18 años o más, había 68,9 hombres.
Los ingresos medios por hogar en la localidad eran de 17.750 dólares ($), y los ingresos medios por familia eran 19.500 $. Los hombres tenían unos ingresos medios de 22.386 $ frente a los 16.898 $ para las mujeres. La renta per cápita para la ciudad era de 10.769 $. El 44,0% de la población y el 38,1% de las familias estaban por debajo del umbral de pobreza. El 53,4% de los menores de 18 años y el 27,1% de los habitantes de 65 años o más vivían por debajo del umbral de pobreza.

## Geografía
Según la Oficina del Censo de los Estados Unidos, Friars Point tiene un área total de 3,0 km² de los cuales 2,9 km² corresponden a tierra firme y 0,1 km² a agua. El porcentaje total de superficie con agua es 1,75%.